# Jay Benedict
Jay Benedict est un acteur américain né le 11 avril 1951 à Burbank (Californie) et mort le 4 avril 2020 à Londres.
Il a passé la majeure partie de sa vie et de sa carrière au Royaume-Uni, jouant souvent le rôle de personnages américains au cinéma et à la télévision. Il est surtout connu pour ses rôles télévisés (Emmerdale, Les Enquêtes de Foyle) et cinématographiques (Aliens, le retour, The Dark Knight Rises, Double Team, Le Vieux qui ne voulait pas fêter son anniversaire). En France, il a joué dans la série Cap des Pins.

## Biographie

### Jeunesse et débuts
Jay Benedict naît le 11 avril 1951 à Burbank (Californie). Il déménage en Europe avec sa famille dans les années 1960 et effectue la majeure partie de sa carrière en Angleterre. Il décroche son premier rôle au cinéma à l'âge de 11 ans dans le film de Tony Saytor La Bande à Bobo. 

### Carrière
Il apparaît sur scène dans The Rocky Horror Show au début des années 1970, Doux oiseau de jeunesse (en) de Tennessee Williams et Filumena Marturano d'Eduardo De Filippo mis en scène par Franco Zeffirelli, aux côtés de Pierce Brosnan. 
En 1977, il incarne Deak dans les scènes de la station Tosche de Star Wars, coupées au montage. Ses apparitions ultérieures incluent notamment Les Douze Salopards 2, La Maison Russie, Saving Grace et The Dark Knight Rises.  
En 2013, il crée aux côtés de Steven Berkoff et Andrée Bernard la pièce en un acte An Actor's Lament au Berkoff Performing Arts Center de l'Alton College, reprise en 2014 au Théâtre royal de Margate puis au Gaiety Theatre de Dublin. La même année, il crée au Festival Fringe d'Édimbourg The Trial of Jane Fonda de Terry Jastrow.
Il apparaît également largement à la télévision, notamment dans un épisode de la mini-série télévisée de la BBC Seven Wonders of the Industrial World en 2003, Lilyhammer, Queen Victoria's Men, Sharpe's Honor, Death Train, Harnessing Peacocks et Only Love. Il prête sa voix à Shiro Hagen dans Star Fleet, l'adaptation anglaise de Bomber X.
Parlant couramment le français et l'espagnol, ayant passé une partie de son enfance dans les deux pays et se produisant largement sur le continent, il joue dans le feuilleton français Cap des Pins et dans la mini-série Le Grand Charles entre autres.

## Mort
Benedict meurt  à l'hôpital universitaire de Croydon le 4 avril 2020, une semaine avant son 69e anniversaire, en raison de complications dues au COVID-19 pendant la pandémie à Londres. 

### Vie privée
Jay Benedict épouse la directrice de casting Vanessa Pereira, avec laquelle il a une fille, Alexis (née en 1984). Il épouse en secondes noces l'actrice Phoebe Scholfield avec laquelle il a deux fils Frederick (né en 1996) et Léopold (né en 1997).  

## Filmographie

### Cinéma
- 1963 : La Bande à Bobo
- 1977 : Star Wars : Deak
- 1979 : Winterspelt : le sergent
- 1979 : Guerre et Passion : Daniel Giler
- 1979 : Licensed to Love and Kill : le professeur fou
- 1982 : Victor Victoria : Guy Langois
- 1983 : Lady Revanche : Dr. Sloan
- 1986 : Project A-Ko : Captain (voix)
- 1986 : Aliens, le retour : Russ Jorden
- 1989 : La Révolution française : le clerc
- 1989 : Jeniec Europy : Henry Fox
- 1989 : Diamond Skulls : Joe Dimandino
- 1990 : La Maison Russie : Spikey
- 1992 : Une lueur dans la nuit : le blagueur dans la salle de guerre
- 1993 : Genghis Cohn : Dr. Burkhardt
- 1994 : Les Patriotes : le collègue de la NSA
- 1996 : Beaumarchais : l'homme en gris
- 1997 : Double Team : Brandon
- 1998 : Rewind : Blondin
- 2000 : Vatel : le valet du Roi
- 2000 : Saving Grace : le maître de cérémonie
- 2002 : Pets : Francois (voix)
- 2003 : The Petersburg-Cannes Express
- 2003 : Carmen : Próspero
- 2004 : Agents secrets : L'Américain
- 2005 : Mansquito : Dr. Aaron Michaels
- 2006 : Tirant le Blanc (film) : l'ambassadeur turc
- 2007 : Le Code de l'apocalypse : Rayli
- 2010 : Chico et Rita (voix)
- 2012 : The Dark Knight Rises : le riche crétin
- 2013 : Le Vieux qui ne voulait pas fêter son anniversaire : le ministre des Affaires étrangères
- 2015 : Moonwalkers : le colonel Dickford
- 2016 : I.T. : l'inspecteur Unrein
- 2016 : Demain tout commence : le médecin
- 2017 : Madame : Dr. Schurman
- 2017 : Hostile : l'homme blessé

### Télévision

#### Téléfilms
- 1985 : Les Douze Salopards 2 : Didier Le Clair
- 1999 : Citizen Welles : Darryl F. Zanuck
- 2005 : Icône : Carey Jordan
- 2007 : Judgment Day: Intelligent Design on Trial : le juge John Jones 	Documentary
- 2008 : Queen Victoria's Men : Lord Melbourne
- 2011 : Page Eight : le principal du collège

#### Séries télévisées
- 1980–1981 : Bomber X : Shiro Hagen (voix)
- 1989 : Angel Cop : Asura (voix)
- 1997 : Emmerdale : Doug Hamilton
- 1998–2000 : Cap des Pins : Paul Matthiews
- 2001 : Jonathan Creek, épisode Satan's Chimney : Alan Kalanak
- 2003 : Les Sept Merveilles du monde industriel, épisode Le Barrage Hoover : Frank Crowe
- 2006 : Les Enquêtes de Foyle : Maj. / Captain John Kieffer
- 2012 : Lilyhammer : l'agent Becker